# Bleasdalea vitiensis
Bleasdalea vitiensis là một loài thực vật có hoa trong họ Quắn hoa. Loài này được (Turrill) A.C.Sm. & J.E.Haas miêu tả khoa học đầu tiên năm 1975.